# Punta Diebel
Punta Diebel är en udde i Antarktis. Den ligger på Laurie Island i Sydorkneyöarna. Argentina och Storbritannien gör anspråk på området. 
Terrängen inåt land är varierad. Havet är nära Punta Diebel åt sydväst. Trakten är obefolkad.